# Union Pacific Railroad

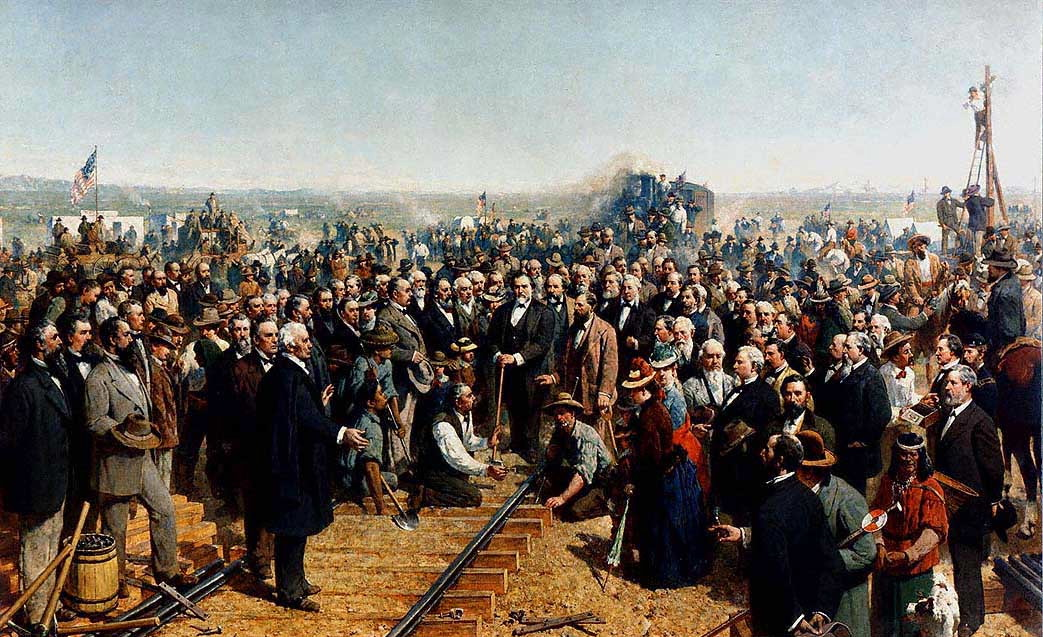
Het slaan van de Golden Spike (1869)

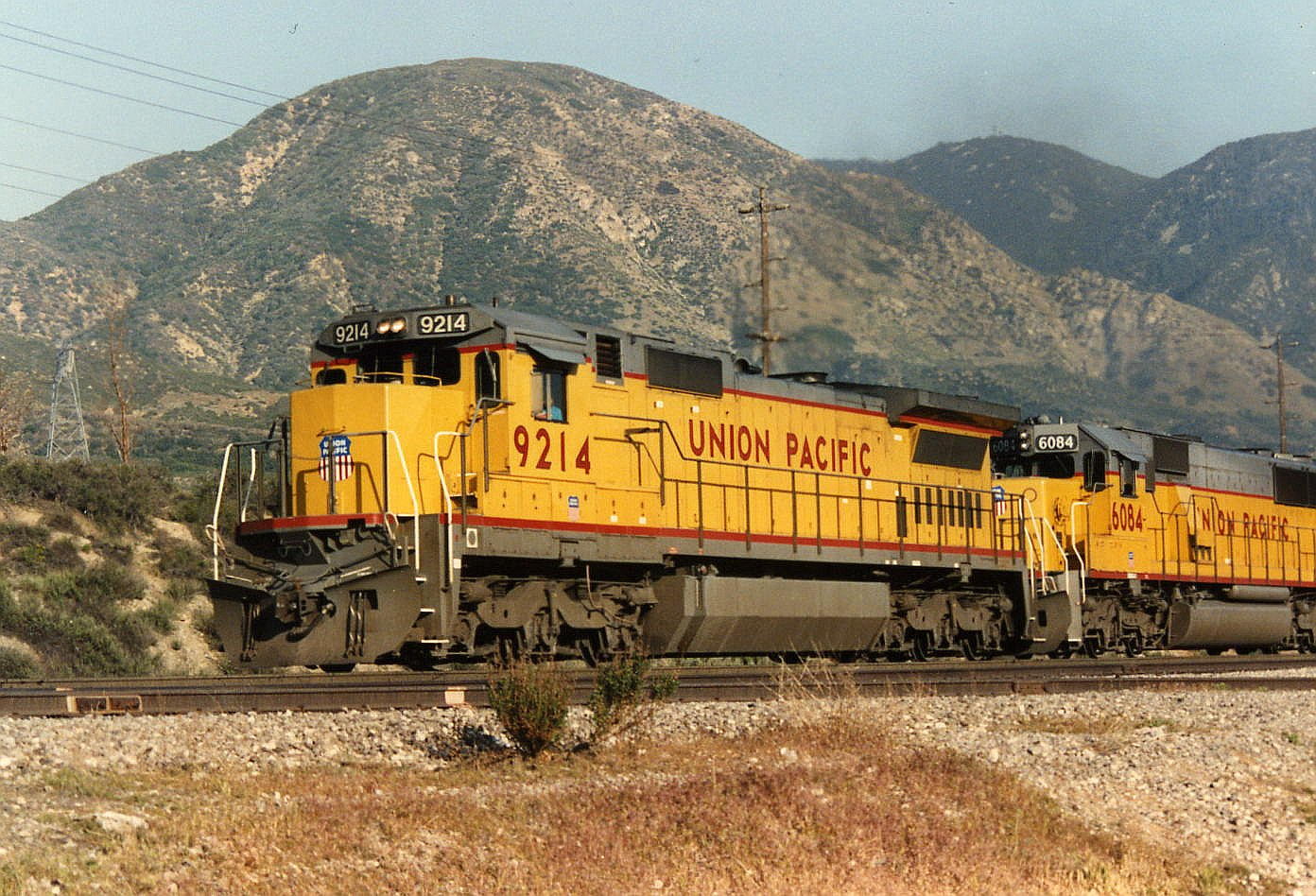
Union Pacific 9214, een GE Dash 8-40C locomotief (1991)

De Union Pacific Railroad (reporting mark UP) is een spoorwegmaatschappij in het westen en midden van de Verenigde Staten. Het is een zogenaamde Class I railroad en is een van de grootste goederenvervoerders per spoor in Noord-Amerika.

## Holding
Het spoorwegbedrijf is onderdeel van de Union Pacific Corporation (UPC). De aandelen van UPC staan genoteerd aan de New York Stock Exchange.

## Activiteiten
De Union Pacific Railroad (UP) is actief in 23 staten ten westen van de Mississippi. Het vervoert vooral agrarische producten, automobielen, chemicaliën en industriële goederen. Verder is een belangrijke bron van inkomsten het Powder River Basin (Wyoming), een regio waar veel steenkool wordt gewonnen en UP en BNSF Railway een belangrijke spoorlijn delen. Het is een belangrijke schakel voor het vervoer tussen de Amerikaanse westkust en de Golf van Mexico, en heeft ook zeven grens passerende verbindingen met Canada en Mexico.
Het vervoer van en naar Mexico had een omzetaandeel van ruim 10%. UP is niet zelf actief in het buurland, maar werkt intensief samen met Kansas City Southern de Mexico en Ferrocarril Mexicano (Ferromex or FXE). Van dit laatste bedrijf heeft UPC 26% van de aandelen in handen.
In 2023 had UP ruim 32.693 mijl aan spoorwegen. Hiervan is 26.110 mijl in eigendomen en de rest zijn spoorwegen waar UP het recht heeft om er gebruik van te maken. Het had in 2023 de beschikking over ruim 7100 locomotieven, waarvan 6000 in eigendom, en ruim 59.000 wagons, waarvan iets meer dan de helft in bezit.
UP kent drie productgroepen, die allemaal even groot zijn naar omzet gemeten:
- Bulk, met name landbouwproducten, steenkool en kunstmest;
- Industrial, chemicaliën en plastics, metalen en mineralen, energie en bosproducten;
- Premium, vooral containers, maar ook automobielen.

## Geschiedenis

### Pacific Railroad Act
De Union Pacific Railroad is opgericht dankzij de Pacific Railroad Act van 1862. Hierin gaf de federale overheid de opdracht aan de reeds bestaande Central Pacific Railroad (CP) en de nieuw op te richten Union Pacific Railroad om een Transcontinental Railroad aan te leggen. De CP startte in 1863 met de aanleg vanuit Sacramento (Californië), maar al gauw stuitten de Chinese contractarbeiders op de bergen van de Sierra Nevada, waar vijftien lange tunnels met de hand moesten worden uitgehakt. Dit karwei kostte vier jaar.
De UP had financiële problemen en in 1864 werd Credit Mobilier opgericht om subsidies en investeringen aan te trekken. Zo kon men in 1865 de eerste rails leggen vanuit Omaha. De Ierse arbeiders werden regelmatig aangevallen door de Sioux en de Cheyenne-indianen, op wier leefgebieden de spoorlijn inbreuk maakte. Generaal Sherman, die het liefst de indianen helemaal zag verdwijnen, liet de kampen van de spoorwerkers sindsdien bewaken.
In 1869 kwamen beide spoorlijnen elkaar tegen in Promontory Summit (Utah), waar de laatste spoorspijker, de Golden Spike, werd geslagen.

### Faillissementen
De UP kwam in de jaren zeventig van de 19e eeuw in de problemen. Diverse UP-officials waren betrokken bij het Credit Mobilier-schandaal van 1872. Een jaar later brak er een economische recessie aan en UP ging failliet. Jay Gould zorgde in 1880 voor een doorstart als Union Pacific Railway. Onder zijn bewind werden diverse andere spoorwegmaatschappijen overgenomen. Uiteindelijk ging het bedrijf door te snelle groei, overproductie en te veel gespeculeer in 1893 weer failliet. Een groep investeerders, waaronder E.H. Harriman, nam het bedrijf in 1897 over en gaf het weer de naam Union Pacific Railroad. Onder zijn leiding werd het bedrijf sterk verbeterd.

### De eerste helft van de 20e eeuw
Een poging om de Southern Pacific over te nemen mislukte toen in 1913 het Hooggerechtshof de UP het bevel gaf zijn controle over de Southern Pacific op te geven door de verkoop van aandelen.
In de Eerste Wereldoorlog leverde de UP zijn bijdrage aan de oorlog door het vervoeren van troepen, materieel en grondstoffen. In 1917 kwam UP, net als alle andere spoorwegbedrijven, onder bestuur van de United States Railroad Administration: de VS raakte immers steeds meer betrokken bij de oorlog en op deze manier kon de overheid meer invloed uitoefenen op het binnenlandse vervoer. Na de oorlog kwamen de bedrijven weer in handen van de private sector, maar de overheid kreeg steeds meer macht over de spoorwegen door verdere regulering.
In 1934 introduceerde de UP ten behoeve van het luxe reizigersvervoer de M-10000, de eerste streamliner van de Verenigde Staten. In 1941 werd de grootste stoomlocomotief ooit, de Big Boy (een product van de American Locomotive Company), in dienst genomen. In datzelfde jaar werd ook de eerste diesellocomotief ingezet.
Ook in de Tweede Wereldoorlog leverde de UP een belangrijk aandeel in het vervoer van oorlogsmaterieel en manschappen.

#### Regulering en concurrentie
In 1887 werd de Interstate Commerce Commission (ICC) opgericht. Dit overheidsorgaan kreeg de bevoegdheid om spoorwegtarieven te bepalen. In 1920 kreeg de ICC nog meer macht om de spoorwegen te controleren. Voor spoorwegbedrijven betekende dit een aantasting in hun vrijheid en het maakte het voor hen lastig om te concurreren met andere vervoerssoorten. Vooral met de opkomst van de auto en de vrachtwagen, in combinatie met de door de overheid aangelegde Highways, kwam het spoorvervoer onder grote druk te staan. Deze overheidsmacht bleef bestaan tot 1980 toen de Staggers Act een einde maakte aan de regulering: spoorwegen konden vanaf dat moment zelf tarieven bepalen en ze konden eenvoudiger afkomen van verliesgevende spoorlijnen.

### Na de Tweede Wereldoorlog
Ook bij de UP nam het reizigersvervoer af na de oorlog. In 1971 werden de lange-afstandstreinen overgenomen door Amtrak. Alleen rondom Chicago verzorgt de UPRR nog forensenvervoer in opdracht van Metra.
De UP is in de naoorlogse periode vooral gegroeid door de overname van diverse grote spoorwegbedrijven. De Western Pacific Railroad en de Missouri Pacific Railroad werden in 1982 overgenomen. In 1988 volgt de Missouri-Kansas-Texas Railroad. Een poging om de Atchison, Topeka and Santa Fe Railway over te nemen mislukte, dit bedrijf fuseerde in 1995 met de Burlington Northern Railroad. De UP kreeg echter in datzelfde jaar wel de Chicago & North Western (C&NW) in handen.
In 1996 kreeg UP eindelijk Southern Pacific (SP) in handen en betaalde in totaal US$ 5,4 miljard. Na de overname van Santa Fe Pacific door Burlington Northern was UP zijn leidende positie kwijtgeraakt. Met de overname van SP werd het weer de grootste spoorwegmaatschappij van het land. In 1988 was SP overgenomen door de Denver and Rio Grande Western, maar na de overname ging de combinatie verder als Southern Pacific. De overnames van C&NW en de SP zorgden overigens voor grote logistieke problemen bij de UP.

## Union Pacific Railroad Museum

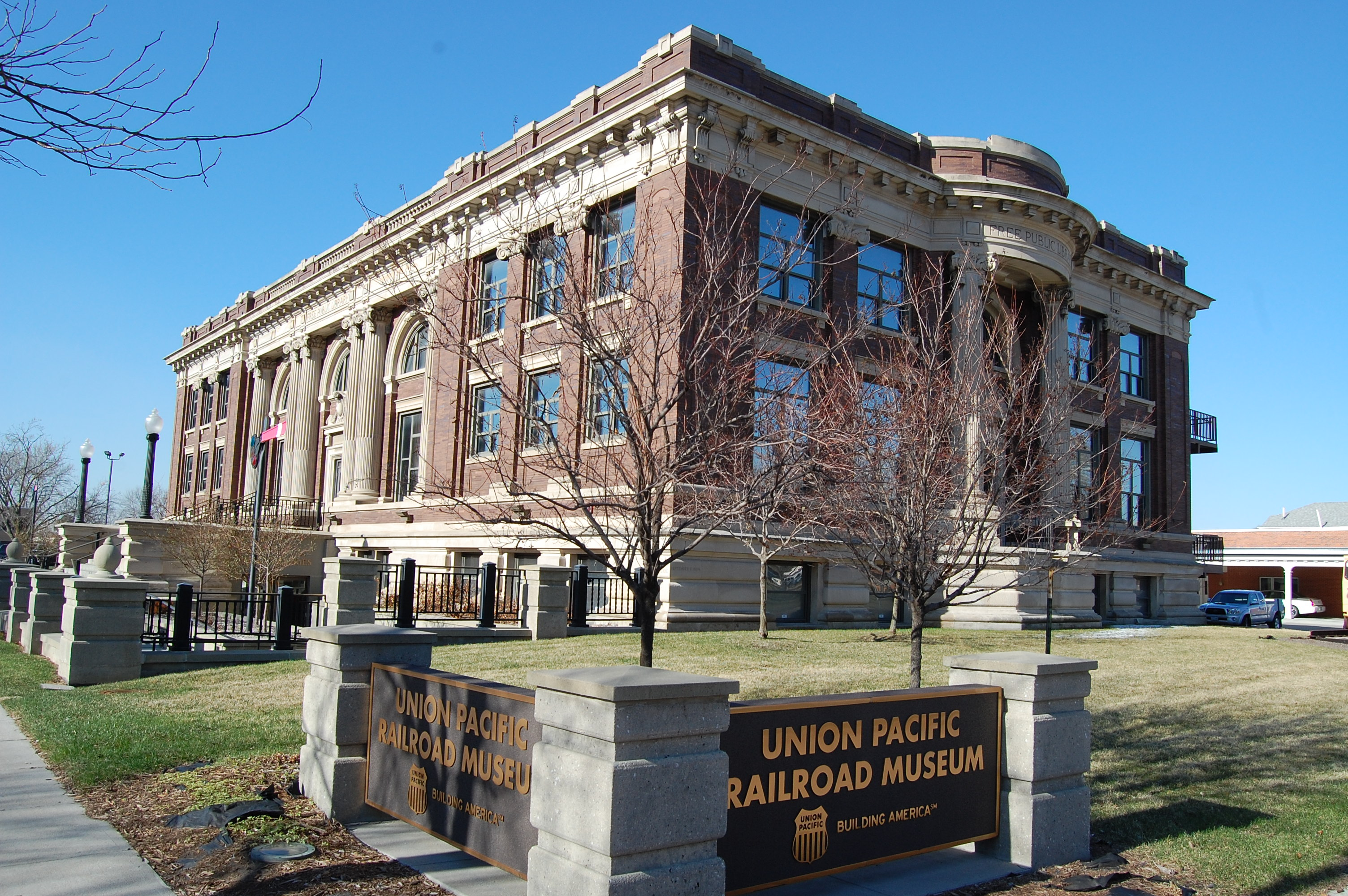
Union Pacific Railroad Museum

In Council Bluffs, in Iowa staat het Union Pacific Railroad Museum. In het museum wordt de geschiedenis van de spoorwegmaatschappij getoond aan de hand van voorwerpen, foto's en documenten.